# Laurel und Hardy: Alle Hunde lieben Stan
Laurel und Hardy: Alle Hunde lieben Stan (Alternativtitel: Die Lach-Soße, Ein Hundewetter, Auf den Hund gekommen) ist eine US-amerikanische Kurzfilm-Komödie von James W. Horne aus dem Jahre 1931. In den Hauptrollen spielt das Komikerduo Laurel und Hardy.

## Handlung
In einer verschneiten, kalten Winternacht sind Stan und Ollie mit ihrem Hund Laughing Gravy in einer Pension untergekommen. Unglücklicherweise erlaubt der Pensionswirt keine Hunde, weshalb Stan und Ollie ihn versteckt halten müssen. Als mitten in der Nacht durch eine Reihe von Missgeschicken das Bett der beiden zusammenbricht, kommt der genervte Pensionswirt in ihr Zimmer und entdeckt den Hund. Er wirft den Hund in die eisige Nacht nach draußen, wo er nach Stan und Ollies Meinung natürlich nicht bleiben kann. Ollie will den Hund alleine wiederholen, als er sich aussperrt. Stan kommt im ersten Stock ans Fenster und holt den Hund per Bettlaken nach oben, bei Ollie gelingt der Trick jedoch nicht: als er ihn per Bettlaken hochziehen will, fällt Stan wegen Ollies Übergewicht beinahe ebenfalls hinaus. Schließlich öffnet Stan seinem völlig durchfrorenen Freund unten die Tür.
Stan, Ollie und der Hund sind wieder zusammen in ihrem Zimmer, doch erneut bricht das Bett zusammen. Der Pensionswirt kommt herein und befiehlt ihnen, die Pension sofort am Morgen zu verlassen. Der Hund, welcher beim Hereinkommen des Wirtes im Kamin versteckt wurde, ist inzwischen durch den Schacht aufs Dach geklettert. In einer abenteuerlichen Situation klettern Stan und Ollie aufs Dach und holen den Hund wieder, wobei sie mehrere Male fast abstürzen. Stan und Ollie sind durch den Kamin völlig verdreckt und beschließen sich zu waschen, wobei Ollie auch hier wieder unter seinem einfältigen Partner leiden muss. Schließlich kommt der Wirt zum dritten Mal ins Zimmer. Als er den Hund entdeckt, gibt er dem Duo 15 Minuten, um zu verschwinden.
Gerade als Stan und Ollie die Pension mit ihrem Hund verlassen wollen, erscheint ein Polizist, welcher das Haus aufgrund einer Seuche für zwei Monate unter Quarantäne stellt, sodass keiner hinausgehen kann. Im Hinblick auf Stan und Ollie sagt der Hotelbesitzer, das sei mehr, als er aushalten könne. Anschließend geht er ins Nebenzimmer und ein Schuss fällt, woraufhin Stan, Ollie und der Polizist betrübt ihre Hüte abnehmen.

### Alternativversion
Es gibt eine zehn Minuten längere Version, in welcher Stan, nachdem das Duo bereits des Hauses verwiesen wurde, beim Packen seiner Sachen einen Brief erhält. Im Brief steht, dass Stan ein großes Vermögen erben wird, unter der einzigen Bedingung, dass er seinen Freund Ollie verlassen muss, weil dieser schlechten Einfluss auf ihn habe. Stan will den Brief zunächst nicht Ollie zeigen, als dieser ihn schließlich liest, will er Stan nicht weiter aufhalten. Ollie soll aber als Trost den Hund behalten. Da kehrt Stan zurück und zerreißt den Brief und sein Erbe, wie Ollie glaubt, aus Freundschaft zu ihm. Doch Stan gesteht Ollie freimütig, dass er nicht seinetwegen, sondern wegen des Hundes geblieben ist. Anschließend kommt es zum bereits bekannten Ende mit der Quarantäne.
Die 30-minütige Filmversion galt lange als verschollen, ehe sie im Jahre 1985 wiederentdeckt wurde.

## Hintergrund
Der Film wurde zwischen dem 2. und 21. Februar 1931 in den Hal Roach Studios gefilmt. Der Filmtitel Laughing Gravy ist der Name des Hundes, sowohl im Film als auch im echten Leben. Laughing Gravy hatte ebenfalls kurze Auftritte in den Laurel-und-Hardy-Langfilmen Hinter Schloss und Riegel und Das Mädel aus dem Böhmerwald. Der Mischlingshund verstarb im Jahre 1939.
Laughing Gravy ist ein Remake des Laurel-und-Hardy-Stummfilmes Angora Love aus dem Jahre 1929. Die Handlungen sind mit einigen Ausnahmen ähnlich, in Angora Love besitzen sie allerdings eine Ziege anstelle eines Hundes, welchen sie vor ihrem Pensionswirt verstecken müssen. Charlie Hall, welcher in dieser Version den Pensionswirt verkörpert, war im 1929er-Film als der betrunkene Mann zu sehen, welcher an die Tür des Duos klopft. Harry Bernard spielte sowohl in Angora Love als auch in Laughing Gravy die Rolle des Polizisten, nur jeweils mit unterschiedlichen Aufträgen: In Angora Love denkt Bernards Polizist, der Pensionswirt hätte die Ziege gestohlen, und verhaftet ihn; hier hängt er stattdessen das Seuchenschild auf.
Laughing Gravy und Be Big, ein weiterer Laurel-und-Hardy-Kurzfilm von 1931, wurden gleichzeitig in Spanisch und Französisch gedreht. Weil die Synchronisationen weltweit zu Beginn der Tonfilmzeit kaum funktionierten, mussten Laurel und Hardy ihren Text in diesen Parallelfilmen in gebrochenem Spanisch und Französisch sprechen. Beide Kurzfilme wurden in Spanien und Frankreich zu einem Langfilm zusammengemischt.

## Deutsche Fassungen
- Bei der Berliner Synchron entstand unter dem Titel Dick und Doof in 1000 Nöten eine erste deutsche Fassung. Die Dialoge schrieb Bodo Francke, Walter Bluhm sprach Stan Laurel und Clemens Hasse übernahm die Rolle von Oliver Hardy.[3]
- 1961 erstellte die Münchner Beta-Technik eine weitere Fassung unter dem Titel Dick und Doof – Auf den Hund gekommen. Die Dialoge stammten von Wolfgang Schick, Regie führte Manfred R. Köhler und die Musik steuerte Conny Schumann bei. Walter Bluhm sprach erneut Stan und Arno Paulsen lieh Ollie seine Stimme.[3]
- Die MGM-Synchronabteilung erstellte eine dritte Fassung mit dem Titel Des Menschen bester Freund. Die Texte schrieb diesmal Michael Günther. Während Walter Bluhm erneut Stan sprach ist für Ollie nun Gerd Duwner zu hören.
- Für die Reihe Dick und Doof wurde der Film mit Kommentaren von Hanns Dieter Hüsch versehen und lief unter dem Titel Alle Hunde lieben Stan in offensichtlicher Anlehnung an die – ebenfalls im ZDF ausgestrahlte – Familienserie Alle Hunde lieben Theobald. Man griff dabei auf die Münchner Fassung zurück.[3]